# Velesmes-Essarts
Velesmes-Essarts è un comune francese di 326 abitanti situato nel dipartimento del Doubs nella regione della Borgogna-Franca Contea.

## Società

### Evoluzione demografica
Abitanti censiti